# 6536 Vysochinska
6536 Vysochinska là một tiểu hành tinh vành đai chính với chu kỳ quỹ đạo là 1305.9810121 ngày (3.58 năm).
Nó được phát hiện ngày 14 tháng 7 năm 1977.